# Nomia swainsoniae
Nomia swainsoniae är en biart som beskrevs av Cockerell 1921. Nomia swainsoniae ingår i släktet Nomia och familjen vägbin. Inga underarter finns listade i Catalogue of Life.

## Bildgalleri

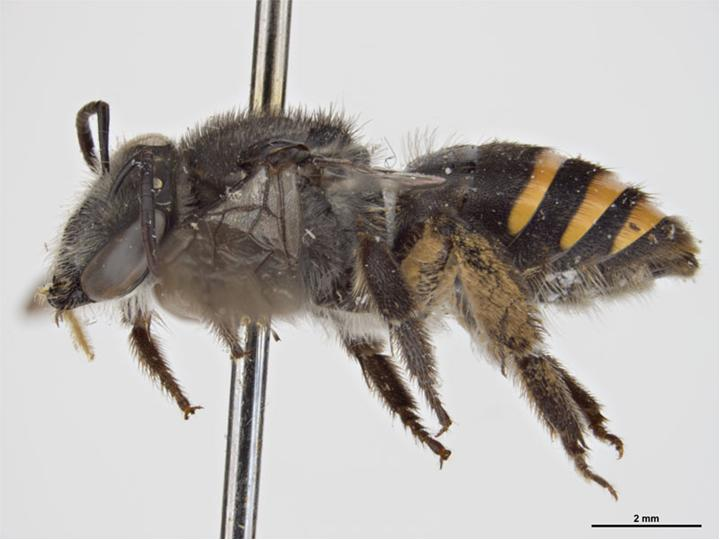
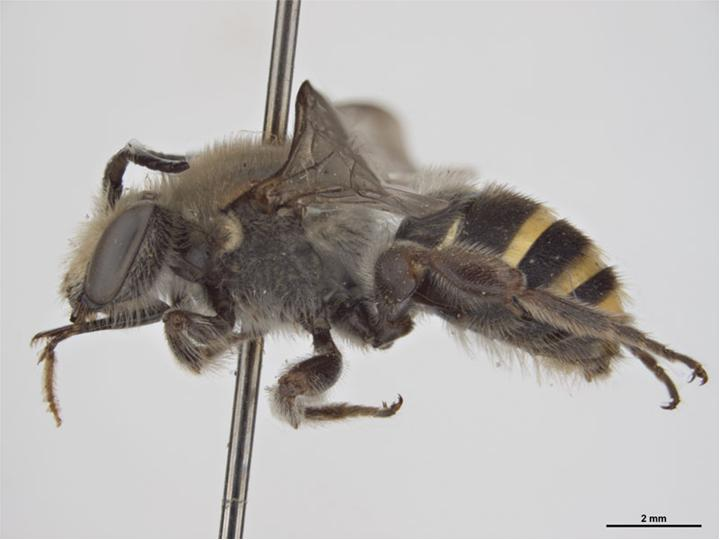